# Правда о мужчинах
«Правда о мужчинах» — датская комедия 2010 года режиссёра Николая Арселя.
Сюжет:Мадс, сценарист телевизионных шоу, съезжается со своей девушкой Мари, которая хочет завести настоящую семью. Однако Мадса начинают терзать внезапные сомнения. Правда ли он счастлив? В этом ли смысл его жизни? Все бросив, он уезжает от Мари и начинает совсем другую жизнь, пытаясь обрести тот самый смысл. Так он знакомится с ребятами из местной банды, Луизой и Петером, заводит молодую подружку, погружается в ночную жизнь города, безуспешно пытается написать идеальный сценарий… 
Фильм считается портретом поколения мужчин, которые не готовы брать на себя обязательства, но в то же время готовы задать себе вопросы о жизни и любви.